# Walk-through test
Um walk-through test (traduzindo literalmente para o português: teste por travessia), conhecido também como avaliação prática, teste prático ou teste de apresentação, é um procedimento previsto na auditoria financeira realizada por auditores.
O objetivo do walk-through test é para que os auditores estabeleçam a confiabilidade da contabilidade e dos procedimentos de controle interno de um cliente. Os walk-through tests não podem ser considerados testes de controles.
Na engenharia de software, o termo também é utilizado relativo à avaliação de interface, no processo de projeto de interface, no qual os usuários operam o protótipo da interface do sistema sendo desenvolvido.